# 特ダネ!投稿DO画
『特ダネ!投稿DO画』（とくダネ!とうこうドゥーが）は、2009年4月3日よりNHK総合テレビジョンで放送された動画を主体にしたバラエティ番組。2015年4月からはタイトルを『○○!投稿DO画』と変更して放送。この記事では、後継企画「投稿!DO画くん」（とうこう!ドゥーがくん）、「ネット動画最前線」（ねっとどうがさいぜんせん）についても記述する。

## 番組概要
インターネット上に投稿されている動画を紹介する番組で、放送時間は10分間。町の出来事や身の回りに起こった出来事など小さなスクープで作られる視聴者参加型の番組である。番組マスコットは「DO画くん」で、クリエーターのヨシナガがデザインを手掛けている。
番組ではYouTubeやニコニコ動画などの動画共有サイトに掲載されている動画だけでなく、番組ホームページに寄せられた動画も紹介している（ただし、投稿された動画には審査あり）。番組ホームページでは同時に動画共有サイトを展開しており、過去の放送分を動画で視聴することができる。また、動画共有サイトに見られるトラックバックやコメント記入などの機能も持ち合わせている。
動画を紹介するとともに、投稿者にWeb電話などを通じてインタビューなど取材も行われている。番組ホームページに寄せられた動画に関しては、テレビカメラが投稿者の下へ赴いて取材することもある。
番組が開始した2009年には、デジタルメディア協会が主催する「デジタル・コンテンツ・オブ・ジ・イヤー'09」の優秀賞を受賞している。
2017年3月28日をもって単独番組としては終了、2017年度は4時も!シブ5時内のコーナー「投稿!DO画くん」として同年12月までレギュラー実施され、2017年秋以降には「ネット動画最前線」として総合テレビでの平日18時台の地域ニュースにて一部地域での放送が行われ投稿DO画のウェブサイトにて過去放送を配信する。

## 出演者
末期
- 戸松遥（2016年度、ナレーション）
- 伊倉一恵（DO画くんの声）
- 鈴木賢（動画へのコメントなどの声）

過去
- 塚原愛（2009年度、ナレーション）
- 森山春香（2010年度 - 2014年度、ナレーション）
- 片山千恵子（2015年度、ナレーション）

## 放送時間
以下、時間は日本標準時（JST）で、特記のないものはすべて総合テレビでの放送。
2009年度
- 金曜日 0:30 - 0:40（木曜日深夜）

2010年度
- 日曜日 22:50 - 23:00（毎月最終日曜日に限り島根県を除く）
- 水曜日 19:50 - 20:00（BShi） - BSでの放送はこの年度のみ。
- 水曜日 1:50 - 2:00（再放送、ミッドナイトチャンネル枠内で放送）
- 木曜日 16:35 - 16:45（再放送、大相撲中継や国会中継などの放送がある場合は休止）

2011年度
- 日曜日 22:50 - 23:00（鳥取県を除く）
  - 毎月最終日曜日に限り、島根県でも放送は行われない。
- 月曜日 11:20 - 11:30（再放送、関東・近畿・東北地方を除く）
  - 国会中継および高校野球中継時は休止。
- 木曜日 1:05 - 1:15（再放送、水曜日深夜） - 2011年10月-2012年3月

2012年度
- 水曜日 1:40 - 1:50（再放送、火曜日深夜） - 2012年4月-8月

2013年,2014年度
- 日曜日 22:50 - 23:00（2013年は鳥取県を除く）
- 月曜日 11:20 - 11:30（再放送、関東・東北地方を除く）
- 水曜日 2:15 - 2:25(再放送　火曜深夜）
- 金曜日 16:40 - 16:50（再放送）
- 土曜日 11:10 - 11:20（ワンセグ2独自放送）

2015年度
- 土曜日 21:50 - 22:00
- 月曜日 16:05 - 16:15（再放送）

2016年度
- 火曜日 23:00 - 23:10
- 木曜日 16:05 - 16:10（再放送）

2017年度「投稿!DO画くん」
- 金曜日 16:30頃（4月 - 6月2日）
- 月曜日 16:10頃（6月12日 - 12月）

## 補足
- 前項の放送時間のほかに、不定期で深夜帯・早朝（主に祝日や年末年始で編成の空いた時間帯の穴埋め）などに放送されることがある。なお、2010年度から2011年度まで島根県（NHK松江放送局）では、毎月最終日曜日に島根県向けの番組『アラハタ!QUEST』[3]を放送、2011年度からは鳥取県は『√るーと』を放送するため、再放送の時間帯が本放送扱いとなっている。
- 『特ダネ!投稿DO画』の特別編として、2011年3月11日に発生した東北地方太平洋沖地震（東日本大震災）の被災者・被災地への動画メッセージをまとめた番組『世界から被災地へ〜動画サイトに寄せられるメッセージ〜』が震災後に制作された。世界中から被災地への支援や励ましの動画を紹介している。
- 2010年には、iPhone向けに番組オリジナルのアプリの提供を開始。動画の閲覧や投稿ができる機能を持ち合わせている。2012年現在ではiOSを搭載したiPhone、iPad、iPod touchに対応しているが（いずれもiOS 4.0.2以上）、Android端末向けのアプリの提供は行っていない。

## 特別番組
「特ダネ!投稿DO画」時代
夏のスクープ映像2011
2011年8月18日の22:55 - 23:25に放送。レギュラー番組としては初めて30分間の拡大放送となった。ナレーションを担当している森山春香が司会を務め、天野ひろゆき（キャイ〜ン）と番組マスコットの「DO画くん」とともに様々な動画を紹介した。
明日へ〜震災から半年〜 第2部「被災地・この半年」
東日本大震災から半年経った2011年9月11日の特別編成の一つとして放送。同日10:05 - 11:54に放送し、震災当日以降に撮影された動画を紹介した。
クリスマス・スペシャル
2011年12月24日に放送。放送日がクリスマス・イヴであることから、クリスマスにちなんだ動画を紹介。司会は後藤輝基（フットボールアワー）とSHELLY、細川茂樹とハリセンボン（近藤春菜・箕輪はるか）がゲスト出演した。
夏祭り2012
2012年8月18日 23:30 - 00:00放送。
ベストヒット2012
2012年12月23日 22:15 - 23:00放送。
夏のスペシャル2013
2013年8月14日22:55 - 23:20放送。
ベストヒット2013
2013年12月28日22:00 - 22:45放送。
夏のスペシャル2014
2013年8月18日22:55 - 23:20放送。
ベストヒット2014
2014年12月28日12:15 - 12:55
「○○!投稿DO画」時代
夏のスペシャル 動画でGO!
2015年8月14日22:55 - 23:20放送。
年末スペシャル!ベストヒット2015
2015年12月23日18:10 - 18:45放送。
投稿DO画 2016夏 セルフィーカーニバル
2016年8月27日18:10 - 18:45放送。
ベストヒット2016
2016年12月30日 18:05 - 18:50放送。
「投稿!DO画くん」時代
わっしょい！Coolな動画で納涼祭り
2017年8月16日22:50 - 23:15放送。関東・中国エリアは8月26日17:05 - 17:30の再放送枠で初回放送。
2017年末スペシャル
- 2017年12月30日12:15 - 13:00放送。

## 関連番組
- NHKニュースおはよう日本
火曜・水曜の7時台に「世界が注目!ネット動画」を放送（2012年3月までは月曜の6時台後半に放送）。動画選定などはこの番組が担当している。